# Salomé Ureña
Salomé Ureña de Henríquez (Santo Domingo,21. listopada 1850. – 1897.) poznatija kao Salomé Ureña, bila je poznata pjesnikinja i pedagog s Dominikanske Republike. Rođena u Santo Domintu 1850., bila je jedna od centralnih figura liričke poezije 19. stoljeća kao i inovator feminističkog obrazovanja svoje zemlje.

## Životopis
Ureña je rođena u Santo Domingu, 21. listopada 1850 kao kćer pisca Nicolása Ureñe de Mendoze i Gregorie Díaz, koja svojoj kćeri daje prve obrazovne lekcije. Još u mladoj dobi na nju je literatura imala jak utjecaj. Njen otac ju je podučavao klasičnim djelima španjolskih i francuskih pisaca što joj pomaže razviti svoju vlastitu karijeru.
Svoje prve radove izdaje u dobi od sedamnaest godina i uskoro postaje poznata po svojoj spontanosti i nježnosti. 
Kasnije se u njenim pjesmama osjeća tragedija i žalost kao npr. u  "En horas de angustia" (U tjeskobne sate) ili domoljublje i jačina kao u pjesmama  "La Patria" (Domovina) i "Ruinas" (Ruševine). 
Dosta pjesama je i autobiografskog karaktera kao npr. "Mi Pedro" (posvećena njenom sinu), "La llegada del invierno" (Dolazak zime), i knjiga koja postaje vrlo popularna  "Steven", u kojoj opisuje svoju domovinu, obitelj, biljke i cvijeće kao i sam otok.
U dobi od 20 godina udaje se za Dr. Francisca Henríqueza y Carvajala, koji je i sam bio pisac ali i vrlo važna osoba u političkom životu. S njim je imala četvero djece: Francisca, Pedro]a, Maxa and Camilu. Njihova djeca će postati poštovane osobe sredinom i krajem 19. stoljeća kao pisci, filozofi, pjesnici i umjetnički kritičari.
Oko 1881., Salomé podržana od svog muža otvara prvi centar za više obrazovanje mladih žena u Dominikanskoj Republici, koje je djelovalo pod nazivom "Instituto de Señoritas". U sljedećih pet godina je šest učiteljica dobilo diplomu na tom institutu, što je bilo vrlo neobično u to vrijeme.

Ureña umire 1897. u 47. godini života od tuberkuloze.

## Pjesme
A La Patria  Arhivirana inačica izvorne stranice od 15. ožujka 2012. (Wayback Machine)

Ruinas  Arhivirana inačica izvorne stranice od 15. ožujka 2012. (Wayback Machine)

El Ave y El Nido  Arhivirana inačica izvorne stranice od 15. ožujka 2012. (Wayback Machine)

Mi Pedro  Arhivirana inačica izvorne stranice od 15. ožujka 2012. (Wayback Machine)

Mi Ofrenda A La Patria  Arhivirana inačica izvorne stranice od 15. ožujka 2012. (Wayback Machine)

La Llegada Del Invierno  Arhivirana inačica izvorne stranice od 15. ožujka 2012. (Wayback Machine)

## Vanjske poveznice
- Salomé Ureña Fan page
- Životopis
- Salomé Ureña Page  Arhivirana inačica izvorne stranice od 24. siječnja 2007. (Wayback Machine)